# Citharacanthus
Citharacanthus là một chi nhện trong họ Theraphosidae.

## Các loài
Chi này gồm các loài:
- Citharacanthus alayoni Rudloff, 1995
- Citharacanthus cyaneus (Rudloff, 1994)
- Citharacanthus livingstoni Schmidt & Weinmann, 1996
- Citharacanthus longipes (F. O. P.-Cambridge, 1897)
- Citharacanthus meermani Reichling & West, 2000
- Citharacanthus niger Franganillo, 1931
- Citharacanthus sargi (Strand, 1907)
- Citharacanthus spinicrus (Latreille, 1819)